# Triaspis glaucophylla
Triaspis glaucophylla là một loài thực vật có hoa trong họ Malpighiaceae. Loài này được Engl. miêu tả khoa học đầu tiên..